# Adiaphorostreptidae
Adiaphorostreptidae é uma família de milípedes pertencente à ordem Spirostreptida.
Género:
- Adiaphorostreptus Hoffman, 1977